# Polyrhachis monista
Polyrhachis monista (лат.) — вид древесных муравьёв рода полирахис (Polyrhachis) из подсемейства Formicinae (отряд перепончатокрылые). Эндемик Африки.

## Распространение
Африка: Гана, Габон, Нигерия, Республика Конго, Демократическая Республика Конго, Уганда.

## Описание
Мелкие муравьи, длина тела около 5 мм (от 5,5 до 6,4 мм) чёрного цвета. Верхняя часть грудки выпуклая с отчётливыми краями и длинными жёсткими волосками. По паре шипиков развито на переднеспинке и на проподеуме. Четыре длинных изогнутых назад шипика на верхней части чешуевидного петиоля. Ширина головы рабочих (HW) 1,22—1,41 мм, длина головы (HL) 1,27—1,52 мм, длина скапуса усика (SL) 1,40—1,59 мм. Гнездятся и фуражируют на деревьях. Муравейники строят из шёлка и растительных частичек между парой листьев.
Вид был впервые описан в 1910 году швейцарским мирмекологом Феликсом Санчи (Felix Santschi, 1872–1940) по типовым материалам из Браззавиля (Французская Экваториальная Африка). Вид относится к подроду Myrma и группе видов Polyrhachis (Myrma) monista species-group, отличающейся отчётливым метанотальным швом в виде V- или U-образной бороздки (вид в профиль). От близкого вида P. spitteleri отличается более широким и глубоким промезонотальным швом.